# Emil Konopinski
Emil John (Jan) Konopinski (né le 25 décembre 1911 à Michigan City, dans l'Indiana, et mort le 26 mai 1990 à Bloomington, Indiana) est un scientifique nucléaire américain d'origine polonaise. 

## Biographie
Ses parents étaient Joseph et Sophia Sniegowska.
Konopinski obtient son doctorat en 1934 à l'université du Michigan. Il devient ensuite professeur de physique à l'université de l'Indiana. Durant la Seconde Guerre mondiale, il travaille aux côtés du physicien italien Enrico Fermi sur le premier réacteur nucléaire, à l'université de Chicago. Il rejoint le projet Manhattan destiné à mettre au point la première arme nucléaire.
Konopinski, C. Marvin et Edward Teller ont montré qu'une explosion thermonucléaire ne peut mettre le feu à l'atmosphère, et, donc, détruire la Terre.Réf. nécessaire
Konopinski devint ensuite consultant auprès de la Commission de l'énergie atomique des États-Unis, de 1946 à 1968. Il écrivit un ouvrage de science, The Theory of Beta Radioactivity.

## Publication
- (en) E. J Konopinski, C. Marvin, Edward Teller, Ignition of the Atmosphere with Nuclear Bombs, Los Alamos National Laboratory. LA-602, 1946, déclassifié en 1973.
- (en) E. J. Konopinski, The Theory of Beta Radioactivity, Oxford University Press, 1950 (lire en ligne)